# Golden Big Band Prague
Golden Big Band Prague je velký jazzový a swingový orchestr (tzv. Big Band) čítající celkem 18 profesionálních hudebníků. Začátky i současnost orchestru jsou spojeny s jeho zakladatelem zpěvákem, muzikantem a moderátorem Petrem Sovičem, který za podpory svého kolegy trombonisty Oldřicha Průši tento orchestr na podzim roku 2010 založil.
20. dubna 2011 Golden Big Band Prague uskutečnil své první památné vystoupení v KS Lovoš v Lovosicích. V publiku ho tehdy výtečně přijal např. legendární český saxofonista Jiří Kudrman. Od té doby se začala psát historie orchestru, který řídí svého času nejmladší zpívající kapelník v České republice Petr Sovič.
V orchestru dlouhodobě působí či působila řada předních domácích jazzmanů (Rostislav Fraš(†), Bharata Rajnošek, Markéta Smejkalová, Ondřej Klímek, Josef Pospíšil, Jiří Odcházel, Richard Šanda, Jan Uvira, Jan Pudlák, Miloš Klápště a další. Významná je i spolupráce orchestru s řadou hvězd české a slovenské pop music, kdy orchestr doprovází či doprovázel legendární zpěváky např. Karla Gotta, Evu Pilarovou, Karla Štědrého, Pavlínu Filipovskou, Josefa Zímu, Yvettu Simonovou, Richarda Adama, Jitku Zelenkovou, Milana Drobného, Petru Černockou, Petera Lipu a nebo mladé talenty a zavedené hvězdy domácí populární hudby např. Ondřeje Rumla, Ilonu Csákovou, Jana Smigmatora, Dashu, Markétu Konvičkovou, Janka Ledeckého, Leonu Machálkovou, Adama Mišíka, Moniku Absolonovou, Martina Chodúra, Olgu Lounovou, Václava NOIDA Bártu, Terezu Maškovou, Petra Bendeho a další.
V posledních 6. letech se orchestr orientuje ryze na československou hudební tvorbu. Zpívající kapelník Petr Sovič se jako jeden z mála současných umělců své generace orientuje na popularizaci československé hudební tvorby z období 50. až 70. let a to za pomoci uměleckého šéfa orchestru trombonisty Národního divadla v Praze Miroslava Kopty. Golden Big Band Prague tak v rámci svých uměleckých projektů nabízí multi žánrový český repertoár složený z největších a nestárnoucích hitů domácí hudební scény. Kmenovou sólistkou orchestru je slovenská jazzová zpěvačka žijící v Praze Zuzana Vlčeková. Aranžéry skladeb v rámci tohoto autorského hudebního směru jsou mladí hudebníci, aranžéři a skladatelé Augustin Bernard a Zdeněk Borecký mj. oba držitelé cen pro mladé jazzové skladatele do 35 let, kterou vypisuje každoročně Bohemia Jazz Fest ve spolupráci s OSA.

## Golden Big Band Prague v rozhlase
8. září 2011 přijal orchestr pozvání tehdejšího dirigenta a kapelníka Big Bandu Českého Rozhlasu Václava Kozla a zúčastnil se natáčení pořadu z legendárního Studia A v karlínské rozhlasové budově, které moderoval Alfréd Strejček.
6. prosince 2012 orchestr doprovázel benefiční koncert "Swingové Vánoce" Nadačního fondu Podepsáno srdcem v přímém přenosu ČRo- Dvojka z kongresového sálu hotelu Ambassador na pražském Václavském náměstí.
7. prosince 2014 orchestr doprovázel benefiční koncert Nadačního fondu Podepsáno srdcem v přímém přenosu ČRo- Dvojka a TV Noe z Vinohradského divadla v Praze.

## Golden Big Band Prague v televizi
3. prosince 2011 orchestr doprovázel benefiční koncert "Viva Frank Sinatra" v přímém přenosu televizního kanálu ČT2 z kongresového sálu TOP Hotelu Praha.
8. prosince 2013 orchestr doprovázel benefiční koncert pro Nadační fond Podepsáno srdcem v přímém přenosu TV Noe z Vinohradského divadla v Praze.
7. prosince 2014 orchestr doprovázel benefiční koncert pro Nadační fond Podepsáno srdcem v přímém přenosu TV Noe z Vinohradského divadla v Praze.
12. května 2015 měl premiéru autorský televizní pořad zpěváka a kapelníka Petra Soviče s názvem Přijďte večer k nám, který vysílala přímým přenosem TV Noe ze zámku v Letovicích.
20. června 2015 doprovázel orchestr vystoupení zpěváka Jana Smigmatora v přímém přenosu veřejnoprávní Polské televize (TVP) z udílení cen "Grand Prix Jazz Melomani 2014" z polského města Lodž.
31. prosince 2015 odvysílala TV Noe záznam galakoncertu s názvem Eva Pilarová - 55. let na scéně, který se konal 29. října 2015 v pražské Lucerně.
12. dubna 2016 odvysílala TV Noe záznam televizního pořadu Přijďte večer k nám z pražského Hotelu Olšanka, který byl věnovaný tvorbě Zdeňka Borovce.
27. prosince 2018 odvysílala TV Barrandov záznam Recitálu zpěváka Bohuše Matuše z pražského Divadla Hybenia, který byl věnovaný památce Karla Svobody.

## Významnější koncertní projekty Golden Big Band Prague posledních let
Duben 2017 – galakoncert „Karel Štědrý 80“ s hosty (Golden Big Band Prague, Petr Sovič, Pavlína Filipovská, Karel Gott, Eva Pilarová, Yvetta Simonová, Josef Zíma, Jiřina Bohdalová, Jan Rosák, Eduard Hrubeš, Milan Pitkin, Monika Absolonová a další).
říjen 2018 - galakoncert "Pocta českému swingu" s hosty (Golden Big Band Prague, Petr Sovič, Pavlína Filipovská, Josef Zíma, Antonín Gondolán, Václav NOID Bárta, Radka Fišarová, Markéta Konvičková, Ondřej Ruml, Dasha, Petr Bende, Leona Machálková, Jitka Zelenková, Kateřina Brožová, Sestry Ježkovy, orchestr Ježkovy Stopy).
říjen 2019- galakoncert "Časy se mění (1968-1989)" s hosty (Golden Big Band Prague, Petr Sovič, Eva Pilarová, Martin Chodúr, Jana Koubková, Janek Ledecký, Markéta Konvičková, Václav NOID Bárta, Jitka Zelenková, Adam Mišík, Petra Černocká, Prime Time Voice, Tereza Mašková, Jaroslav Hutka, Olga Lounová a další).

## Golden Big Band Prague diskografie
2016 singl Gramofon – hudba a text Patricie Fuxová, kmotra zpěvačka Eva Pilarová, nasazený v hitparádě ČRo 2 – Česká Dvanáctka s dvojnásobným titulem „Zlatá česká dvanáctka roku 2017“
2018 CD Pořád jsem to já- orchestr v roce 2018 natočil na základě dramaturgie zpěvačky Ilony Csákové a zpívajícího kapelníka Petra Soviče CD plné big bandových verzí písní této populární české zpěvačky
2019 CD Swing & Big Band- to nejlepší - aranžmá skladby písně Malý vůz (Chariot) se dostalo do výběrového alba nahrávací společnosti Supraphon.